# PeruRail
PeruRail считается одной из самых высокогорных железных дорог мира и предлагает на выбор многочисленные маршруты — из исторического Куско или из Священной долины до легендарного Мачу-Пикчу, и из Куско до озера Титикака.
PeruRail наполовину принадлежит компании Orient-Express Hotels Ltd. и её партнерам из Перу.

## Маршруты
- Куско (станция Порой) — Мачу-Пикчу (Агуас-Кальентес)
- Священная Долина — Мачу-Пикчу (Агуас-Кальентес)
- Куско — озеро Титикака (Пуно)

## Поезда
По маршруту из Куско в Мачу-Пикчу курсируют четыре класса поездов:
- Поезд Hiram Bingham
- Поезд Vistadome
- Поезд Sacred Valley
- Поезд Expedition

На маршрутах к оз. Титикака (Пуно) и до Арекипы курсируют поезда:
- Поезд Andean Explorer
- Поезд Titicaca